# Joseph H. August
Joseph H. August (* 26. April 1890 in Idaho Springs, Colorado; † 25. September 1947 in Los Angeles, Kalifornien) war ein US-amerikanischer Kameramann.

## Leben
Joseph H. August wurde nach einer verhältnismäßig kurzen Zeit als Kameraassistent im Jahr 1912 Chefkameramann und fotografierte vorwiegend Western. Ab 1924 war er häufig für den Regisseur John Ford tätig. August machte sich einen Namen als Spezialist für Schwarzweiß-Filme und entwickelte eine große Vielseitigkeit. In den letzten Jahren seiner Karriere bereits gesundheitlich beeinträchtigt, verstarb er während der Dreharbeiten zum Film Jenny, der von einem anderen Kameramann fertiggestellt werden musste. Er war an mehr als 150 Filmproduktionen beteiligt. 
1940 sowie 1949 war er jeweils für den Oscar in der Kategorie Beste Kamera – Schwarzweiß nominiert.
August gehörte 1919 zu den 15 Begründern der American Society of Cinematographers.

## Filmografie (Auswahl)
- 1919: Der Siedlertreck (Wagon Tracks)
- 1923: Eine verhängnisvolle Nacht (Big Dan)
- 1923: Die Frau des Anderen (Cupid’s Fireman)
- 1924: Die Nacht des Inferno (Dante’s Inferno)
- 1925: Die Millionenfaust (The Fighting Heart)
- 1925: Die Steppenreiter von Texas (Tumbleweeds)
- 1927: Die Schlachtenbummler (Two Arabian Knights)
- 1927: Der Bettelpoet (The Beloved Rogue)
- 1929: Die schwarze Garde (The Black Watch)
- 1929: Salute
- 1930: U 13 (Men Without Women)
- 1930: Up the River
- 1931: Charlie Chan – Der Tod ist ein schwarzes Kamel (The Black Camel)
- 1931: Unter der See (Seas Beneath)
- 1933: Man’s Castle
- 1934: Napoleon vom Broadway (Twentieth Century)
- 1934: Schwarzer Mond (Black Moon)
- 1935: Der Verräter (The Informer)
- 1935: Stadtgespräch (The Whole Town’s Talking)
- 1935: Sylvia Scarlett
- 1936: Maria von Schottland (Mary of Scotland)
- 1936: Der Pflug und die Sterne (The Plough and the Stars)
- 1937: The Soldier and the Lady
- 1937: Ein Fräulein in Nöten (A Damsel in Distress)
- 1938: Aufstand in Sidi Hakim (Gunga Din)
- 1938: Rache für Alamo (Man of Conquest)
- 1939: Nurse Edith Cavell
- 1939: Der Glöckner von Notre Dame (The Hunchback of Notre Dame)
- 1940: Dance, Girl, Dance
- 1941: Der Teufel und Daniel Webster (The Devil and Daniel Webster)
- 1942: Schlacht um Midway (The Battle of Midway)
- 1945: Schnellboote vor Bataan (They Were Expendable)
- 1948: Jenny (Portrait of Jennie)